# Francesc de Paula Roqué i Feliu
Francesc de Paula Roqué i Feliu (Barcelona, 1841 - 1909) fou un advocat i polític català del segle xix.

## Trajectòria
Membre del Partit Republicà Democràtic Federal, fou elegit diputat pel districte de Puigcerdà a les eleccions generals espanyoles de 1873. Quan es produí la restauració borbònica, juntament amb Eusebi Corominas i Cornell van ingressar al Partit Republicà Possibilista d'Emilio Castelar el 1876, amb el que fou escollit regidor de l'ajuntament de Barcelona en 1877 i diputat de la Diputació de Barcelona en 1890 i 1903.
El 1879 es dedicà als negocis naviliers i el 1882 fou soci de la "Compañía de Carbones Nacionales"; el 1886 fou secretari del consell d'administració de "Ferrocarril y Minas de San Juan de las Abadesas". El 1901 va signar el manifest d'adhesió a la nova Unió Republicana i el 1906 fou un dels dirigents republicans catalans que es va adherir a la Solidaritat Catalana.